# Pseudastylopsis nelsoni
Pseudastylopsis nelsoni là một loài bọ cánh cứng trong họ Cerambycidae.